# Paul Brunton
Pour les articles homonymes, voir Brunton.
Raphael Hurst, dit Paul Brunton, né à Londres le 21 octobre 1898 et mort à Fribourg (Suisse) le 27 juillet 1981, est un écrivain voyageur, philosophe, mystique britannique. Par son livre L’Inde secrète (1935, traduit en plus de 20 langues), il a été l'un des premiers auteurs à lancer la vogue du spiritualisme hindou en Occident.

## Biographie
Né de parents juifs, ayant perdu très tôt sa mère, il fut élevé par sa belle-mère qu'il appelait « Tante ». Quelques années plus tard, en 1921, il épousa Karen Augusta Tuttrup dont il eut un fils. En 1926, il divorça à la suite de la liaison que sa femme entretenait avec son ami Leonard Gill. Il garda cependant un contact amical avec son ex-épouse.
Il méditait régulièrement depuis son enfance. En 1915, il vécut une expérience mystique. Plus tard, sa rencontre avec Charles Henry Allan Bennett (1872-1923) lui fit découvrir le bouddhisme. En 1930, après un contact avec des sociétés ésotériques et spiritualistes occidentales, il partit pour l'Inde afin de rencontrer des yogis, des fakirs et des adeptes de la spiritualité indienne. En janvier 1931, il rencontra à Tiruvannamalai le sage Ramana Maharshi, qui l'impressionna profondément. Il continua ses pérégrinations pour finalement retourner à l'ashram de Ramana Maharshi, convaincu qu'il était le maître spirituel authentique qu'il cherchait.
En 1981, Brunton subit une hémorragie cérébrale et tomba dans le coma. Il mourut le 27 juillet 1981. Son fils Kenneth fit incinérer le corps et déposer les cendres aux États-Unis. En 1986, Kenneth fonda la Fondation philosophique Paul Brunton.

## Publications
- À la recherche du soi suprême, Adyar, 1953
- Immortelle Conscience, Les Deux Océans, 1990  (ISBN 9782866810276)
- L'Enseignement secret au-delà du yoga, Payot  (ISBN 2228139009)
- L'Égypte secrète, Payot, 1938
- L'Inde secrète (1935), Payot, 1983  (ISBN 2228172707)
- La Crise spirituelle de l'homme, V. Attinger, 1954.
- La Réalité intérieure, Payot, 1960
- La Sagesse du Moi suprême, Payot, 1958
- Le Sentier caché, V. Attinger, 1954
- Méditations pour les temps difficiles, Éditions Dangles, 1998  (ISBN 2703304773)
- Un ermite dans l'Himalaya, Éditions du Rocher, 2006  (ISBN 2268057720)
- Le Chemin court, Les Deux Océans, 2017